# Zeche St. Peter
Die Zeche St. Peter in Wetter-Schlebusch ist ein ehemaliges Steinkohlenbergwerk. Das Bergwerk war auch unter dem Namen Zeche St. Peter am Schlebusch bekannt. Das Bergwerk befand sich gemäß der Niemeyerschen Karte in der Nähe von Gut Steinhausen. Es ist das älteste nachgewiesene Bergwerk im Schlebuscher Revier.

## Geschichte

### Die Anfänge
Am 20. Januar des Jahres 1645 wurde ein Mutschein für ein Grubenfeld eingereicht. Im Anschluss daran wurde das Bergwerk in Betrieb genommen. Am 22. April des Jahres 1649 erfolgte die Belehnung eines Längenfeldes. Nach der Belehnung war das Bergwerk fast 100 Jahre mit einigen Unterbrechungen in Betrieb. Am 5. April des Jahres 1652 wurde die Belehnung bestätigt. Ab dem Jahr 1700 war das Bergwerk im Bereich der heutigen Schlebuscher Straße Ecke Kalte Welt in Betrieb. Am 3. August des Jahres 1739 wurde das Bergwerk vermessen. Das Bergwerk baute im gleichen Flöz wie die Zeche St. Paul ab, jedoch in einem anderen Flügel. Im Jahr 1754 waren als Gewerken des Bergwerks Steinhaus und Erbengemeinschaft Dröghorn eingetragen. Schichtmeister war, gemäß den Akten des Amtes Wetter, Peter Siepmann. Er arbeitete Untertage mit und war im Schreiben nicht erfahren. In den Jahren 1758 und 1759 waren der Oberste und der Unterste Schacht in Betrieb. Im Jahr 1766 wurde das Bergwerk amtlich vermessen. Im Jahr 1773 wurde das Bergwerk bergbehördlich befahren. Am 30. Juni des Jahres 1784 wurde das Bergwerk durch den Leiter des märkischen Bergamtsbezirkes, den Freiherrn vom Stein befahren. Die Zeche St. Peter war eines von 63 Bergwerken, welches vom Stein auf seiner Reise durch das märkische Bergrevier befuhr. Zu diesem Zeitpunkt war ein Förderschacht mit einer Teufe von 40 Lachtern vorhanden. Vom Stein machte in seinem Protokoll Angaben über den Zustand des Bergwerks. Insbesondere merkte er in seinem Protokoll an, mit welchen Schwierigkeiten das Bergwerk zu kämpfen hatte. So war das Hangende teilweise sehr schlecht und zerdrückte die Zimmerung.

### Der weitere Ausbau und Betrieb
Im Jahr 1787 wurde ein gemeinsamer Stollen mit der Nachbarzeche St. Paul betrieben. Dieser Stollen war komplett im festen Stein aufgefahren worden und verlief unmittelbar unter Gut Steinhausen. In diesem Jahr wurde die Zeche St. Peter in der Niemeyerschen Karte aufgeführt. Im Jahr 1788 wurde von der Zeche Trappe ausgehend ein Querschlag zur Zeche St. Peter angesetzt. Durch diesen Querschlag erreichte das Bergwerk eine Mehrteufe von 16 Lachtern gegenüber dem eigenen Stollen. Im Jahr 1796 wurde im Bereich der Schächte 1 und 4 abgebaut. Im Jahr 1800 wurde an den Schächten Neuer Steinhaus und Hinderkotte (Schacht 1) abgebaut. Im Jahr 1801 wurde eine Betriebsgemeinschaft mit der Zeche St. Paul unter dem Namen Vereinigte St. Peter & St. Pauls Schacht gegründet. Zweck dieser Betriebsgemeinschaft war das Abteufen des Vereinigungsschachtes. Noch im selben Jahr wurde mit den Teufarbeiten begonnen und im Jahr 1803 wurde der Vereinigungsschacht in Betrieb genommen. Der Schacht hatte eine Teufe von 33 3/8 Lachtern und war mit einem Göpel ausgerüstet. Im Jahr 1805 waren der Schacht Neuer Steinhaus und der Vereinigungsschacht in Förderung. Im Jahr 1807 ereignete sich auf der Zeche St. Peter eine Schlagwetterexplosion.
Im Jahr 1810 waren die Schächte Abendstern und Behrenbruch und der Vereinigungsschacht in Betrieb. Zu diesem Zeitpunkt war der Schacht Abendstern mit einem Göpel ausgerüstet. Im Jahr 1815 waren die Schächte Abendstern und Hoffnung in Betrieb. Im Jahr 1820 waren die Schächte Carl und Hoffnung in Betrieb. Im Jahr 1824 wurde mit dem Abteufen des seigeren Schachtes Constanz begonnen. Da dieser Schacht ursprünglich ein Lichtloch des Schlebuscher Erbstollens war, mussten die Gewerken der Zeche St. Peter an die Gewerken des Schlebuscher Erbstollens eine Nutzungsgebühr entrichten. Im Jahr 1825 waren die Schächte Carl und Hoffnung in Betrieb. Im Jahr darauf wurde der Schacht Constanz in Betrieb genommen. Der Schacht war mit einem Pferdegöpel ausgerüstet. Im Jahr 1827 wurde das Grubenfeld des Bergwerks durch den Schlebuscher Erbstollen gelöst, dadurch konnte eine tiefere Lösung erreicht werden. Die Bewetterung der Grubenbaue war mittlerweile so schlecht geworden, dass sich ständig Schlagwetter bildeten. Im selben Jahr wurden auf dem Bergwerk Sicherheitslampen eingeführt, die Zeche St. Peter war somit die erste Zeche, auf der Sicherheitslampen verwendet wurden. Um die Bewetterung zu verbessern, wurden weitere Maßnahmen auf dem Bergwerk eingeführt. So wurde die Zahl der Überhauen verringert und mehr Verbindungen zu höheren Grubenbauen erstellt. Weitere Maßnahmen waren das Verspritzen von Wasser und das Einbringen von salzigsauren Dämpfen. Allerdings waren diese Maßnahmen nur von geringer Wirkung.
Im Jahr 1828 reichte der Schacht Constanz bis zur Erbstollensohle des Schlebuscher Erbstollens. Die Sohle lag bei einer Teufe von 145 Metern. Im Jahr 1830 waren die Schächte Carl, Constanz und Hoffnung sowie der Vereinigungsschacht in Betrieb. Im Jahr darauf wurde das Bergwerk über die Schlebusch-Harkorter Kohlenbahn mit den Hammerwerken und Werkstätten im Ennepetal verbunden. Im Jahr 1833 wurde der Schacht Constanz mit einer Dampffördermaschine ausgerüstet. In den Jahren 1835 bis 1840 waren die Schächte Carl und Constanz in Betrieb. Im Jahr 1839 fanden auf dem Bergwerk keine Ausrichtungsarbeiten mehr statt. Es wurde ein Hilfsort zur Wetterverbindung der oberen und unteren Blumendahler Sohle ausgerichtet. Diese Sohle befand sich in der stehenden Flözlagerung elf Lachter oberhalb von Ort 3. Über diese Grubenbaue sollte eine Verbindung mit dem Schacht Hoffnung erstellt werden. Im November des Jahres 1843 wurde der Schacht Constanz, gegen Entrichtung einer Fördergebühr von 1/15 der Förderung, auch von der Zeche St. Paul benutzt. Ab diesem Zeitpunkt wurde das Bergwerk auch Zeche St. Peter & St. Paul genannt. Im Jahr 1845 war nur Schacht Constanz in Betrieb. Ab dem Jahr 1847 ging der Absatz der Zeche St. Peter deutlich zurück, Grund hierfür war, dass das Bergwerk in Konkurrenz zur Zeche Trappe lag. Mit dem Bergwerk wurde in dem Zeitraum von 1830 bis 1847 ein Gewinn von 60.000 Reichstalern erwirtschaftet. Der Grund für diese Ausbeute war das zu dieser Zeit in Verhieb befindliche Flöz, das bei einer Mächtigkeit von 0,85 Metern gute Stückkohle hergab.

### Die letzten Jahre
Am 9. Dezember des Jahres 1850 wurde das Geviertfeld St. Peter Nebenflöz verliehen. In diesem Jahr war Schacht Constanz weiterhin in Betrieb. Im Jahr 1855 gehörte das Bergwerk zum Märkischen Bergamtsbezirk und dort zum Geschworenenrevier Schlebusch. Abgebaut wurde im Flöz St. Peter, dieses Flöz hatte eine Mächtigkeit von 33 Zoll. In den folgenden Jahren wurde ein Vertrag mit der Zeche Freier Vogel geschlossen. Aufgrund dieses Vertrages sollte das Grubenfeld von Freier Vogel von St. Peter gelöst werden und die Kohlenförderung von Freier Vogel übernommen werden. Im Jahr 1857 wurde dieser Vertrag umgesetzt. In diesem Jahr wurde das Grubenfeld der Zeche Freier Vogel gelöst. Noch im selben Jahr wurde die Förderung der Zeche Freier Vogel übernommen. Da die Zeche St. Paul in Fristen gelegt worden war, wurden ab diesem Jahr keine Kohlen der Zeche St. Paul mehr am Schacht Constanz gefördert. Im Jahr 1865 wurde das Bergwerk durch den Dreckbänker Erbstollen gelöst. Im Jahr 1874 baute die Zeche St. Peter, aufgrund eines Vertrages mit der Zeche St. Paul, im Feld der Zeche St. Paul. Bedingt durch den fehlenden Absatz geriet das Bergwerk ab dem Jahr 1875 immer mehr in Schwierigkeiten. Hinzu kam die sehr große Konkurrenz durch die Zeche Vereinigte Trappe. Dies führte letztendlich dazu, dass es immer öfter zu Betriebseinstellungen kam. Im Jahr 1875 waren die Schächte Carl und Heinrich in Betrieb. Im Oktober desselben Jahres wurde das Feld St. Paul stillgelegt und der Abbau darin beendet. Am 18. Dezember des Jahres 1883 wurde die Zeche St. Peter stillgelegt. Im Jahr 1885 wurde das Bergwerk wieder in Betrieb genommen und im Jahr 1888 endgültig stillgelegt. Im Jahr 1893 wurde die Berechtsame von der Zeche Vereinigte Trappe übernommen. Das Grubenfeld der ehemaligen Zeche St. Paul wurde ab diesem Zeitpunkt von der Zeche Vereinigte Trappe für einige Jahre im geringen Umfang in Betrieb genommen. Im Jahr 1899 wurde das Grubenfeld komplett von der Zeche Vereinigte Trappe erworben.

## Förderung und Belegschaft
Auf dem Bergwerk wurde stückreiche Schmiedekohle abgebaut. Die ersten Belegschaftszahlen des Bergwerks stammen aus dem Jahr 1754, damals wurden zehn Bergleute auf dem Bergwerk beschäftigt. Die ersten bekannten Förderzahlen des Bergwerks stammen aus dem Jahr 1830, damals wurden 90.575 Scheffel Steinkohle gefördert. Im Jahr 1833 waren 33 Mitarbeiter auf dem Bergwerk beschäftigt. Im Jahr 1835 wurden 59.487 Scheffel Steinkohle gefördert. Im Jahr 1840 wurden 14.429 ¼ preußische Tonnen Steinkohle gefördert. Im Jahr 1845 waren zwischen 24 und 32 Bergleute auf dem Bergwerk beschäftigt, die eine Förderung von 79.320 Scheffel Steinkohle erbrachten. Im Jahr 1847 wurden von 20 bis 25 Bergleuten 70.920  Scheffel Steinkohle gefördert. Im Jahr 1855 wurden mit 36 Beschäftigten 24.527 ½ preußische Tonnen Steinkohle gefördert. Im Jahr 1866 wurde mit 30 Beschäftigten eine Förderung von 5700 Tonnen Steinkohle erbracht. Im Jahr 1870 wurden von 38 Beschäftigten 6438 Tonnen Steinkohle gefördert. Die letzten Belegschaftszahlen des Bergwerks stammen aus dem Jahr 1880, es waren 31 Mitarbeiter auf dem Bergwerk beschäftigt, die eine Förderung von 5043 Tonnen Steinkohle erbrachten. Im Jahr 1885 wurden 4386 Tonnen Steinkohle gefördert. Die letzten Förderzahlen des Bergwerks stammen aus dem Jahr 1887, es wurden 3807 Tonnen Steinkohle gefördert.